# クストナーチ
クストナーチ（イタリア語: Custonaci）は、イタリア共和国シチリア州トラーパニ県にある、人口約5,500人の基礎自治体（コムーネ）。

## 地理

### 位置・広がり
トラーパニ県北部のコムーネ。

#### 隣接コムーネ
隣接するコムーネは以下の通り。
- ブゼート・パリッツォーロ
- カステッランマーレ・デル・ゴルフォ
- サン・ヴィート・ロ・カーポ
- ヴァルデーリチェ

## 行政

### 分離集落
クストナーチには、以下の分離集落（フラツィオーネ）がある。
- Cornino, Purgatorio, Baglio Belle Scurati, Baglio Messina, Baglio Vultaggio, Frassino, Visicari